# 长袜子皮皮
《长袜子皮皮》（瑞典語：Pippi Långstrump）是瑞典女作家阿斯特丽德·林格伦（瑞典語：Astrid Lindgren）從1945年開始所著的一部童话故事系列的名字。内容讲述一个奇怪的小女孩「长袜子皮皮」的冒险故事。
《长袜子皮皮》写作的缘起是：作者林格伦给患病的7岁女儿卡琳讲故事。皮皮的名字是卡琳顺口说出来的，这个火红头发、力大无穷、喜歡开玩笑、喜欢冒险的小女孩不仅有穿一只黑袜子、一只棕袜子的奇怪嗜好，而且有一个冗长奇怪的全名：“皮皮露达·维多利亚·鲁尔加迪娅·克鲁斯蒙达·埃弗拉伊姆·长袜子”。
1944年，林格伦在女儿10岁的时候把皮皮的故事写了出来作为赠给她的生日礼物。1945年林格伦将它稍作修改，参加拉米和舍格伦出版公司举办的儿童书籍比赛，获得一等奖。书一出版就获得巨大成功。关于皮皮的书共有三本，多次再版，成为瑞典有史以来儿童书籍中最畅销的。目前该书已被译成64多种语言，总发行量超过1000万册。

## 登場角色

### 長襪皮皮
本名長襪·皮皮洛塔·維庫圖亞利亞·羅戈地納·薄荷·艾福姆之女；一人住在亂糟糟別墅，大約11歲，母親已經死亡，爸爸在一次海難中失蹤，不過在第二集曾經回來過，長襪皮皮有很多錢，非常慷慨，在瑞典是無人不知的大人物，力氣異常的大，一次可舉起一匹馬，很愛說謊，每次說謊後都感到自責，行事作風奇怪，但都讓人啞口無言又讓人不得不信服的道理，是本書的主角。

## 佚事
1971年日本动画导演宮崎駿與高畑勳、小田部羊一一同跳槽到A Production時，計畫要將《長襪子皮皮》改編成動畫，但因阿斯特麗德·林格倫不允許授權而中斷此企劃。當時宮崎駿前往瑞典為題材所做的取景，則用在之後1989年發行的动画电影《魔女宅急便》中。

## 改編
- 长袜子皮皮 (1969电视剧)（英语：Pippi Longstocking (1969 TV series)）
- 長襪皮皮的新冒險(1988電影)（英语：The New Adventures of Pippi Longstocking）

## 外部連結
- Pippi Longstocking and Astrid Lindgren （页面存档备份，存于）
- The Adventures of Pippi Longstocking launches on YTV, Fall 2006
- Pippi Longstocking fan site
- Website with Pippi Longstocking books, videos, and software (French)
- Japanese stage musical starring Tomoe Shinohara (Japanese)
- （页面存档备份，存于）

1. 1 2  出發點：542頁
2. ↑  出發點：443頁